# 文明の生態史観
『文明の生態史観』（ぶんめいのせいたいしかん）は、1957年（昭和32年）に『中央公論』に発表された梅棹忠夫の論考で、『知的生産の技術』と共に梅棹の代表作。

## 概要
1967年（昭和42年）に中央公論社・中公叢書で出版され、1974年（昭和49年）に中公文庫で再刊（1998年（平成10年）に新装改版）された。2002年（平成14年）中公クラシックスで新版刊行された。他に『梅棹忠夫著作集 第5巻　比較文明学研究』（1989年(平成元年)、中央公論社）に収録。
梅棹が1955年（昭和30年）に、アフガニスタン、インド、パキスタンへの調査旅行（フィールドワーク）の際に、感じたことを体系的にまとめ、文明に対する新しい見方を示したものである。前半部分にはその旅行の内容をつづりながら、そこで感じた文化性、または日本との差異、そしてそれぞれの文化における価値観が述べられている。後半部分ではそれに基づき、現代でもみられる、「西洋と東洋」という枠組みによって世界を区分することを否定し、第一地域と第二地域という区分で文明を説明した。新たな西アジア・南アジア地域研究を提起している。
それによると、西ヨーロッパと日本は第一地域に属し、その間をなす、広大な大陸部分を第二地域とした。第二地域においては早い時間で巨大な帝国が成立するが、それらは制度などに問題を抱え、没落していくという。逆にその周縁に位置する第一地域においては気候が温暖で、外部からの攻撃を受けにくいなど、環境が安定している為、第二地域よりは発展が遅いものの第二地域から文化を輸入することによって発展し、安定的で高度な社会を形成できるとした。当時、この理論は大きな話題を呼び、半世紀以上経ても評価されている。
1967年（昭和42年）の初刊時には、小松左京が推薦文を寄せている。解説は、1974年（昭和49年）刊の中公文庫では谷泰が、2002年（平成14年）刊の中公クラシックス版では、白石隆が担当した。

## 内容

### 実地調査に基づく考察
前半では実地調査に基づいて筆者が考察した事が述べられる。ここでは主にインド、アフガニスタン、パキスタンに行った著者の体験を元に、日本が急速に近代化した要因と他のアジアの国々がそうできない要因には根本的な違いがあることなどを肌で感じ、本質的に日本は特殊な国なのだという考えを持つにいたる。その差がどこから生じるのかを次の章では生態学を基盤として考察する

### 文明の生態史観
日本を地理的な座標で考えれば確かにアジアに属するが、日本の文明（ここでは経済、生活水準などを基盤にどの程度高度化しているかということ）を考えると特異に高度化した文明で、東洋という枠組みには到底おさまらない。
そこで新たな視点を筆者は提示する。どの程度発達した文明国であるかということを主軸に世界を第一地域、第二地域という名称を与え、大きく二つに分けるのである。それは西ヨーロッパの数カ国と日本という高度に発達した文明国家である第一地域、それ以外のユーラシア大陸全土を第二地域とした。著者は社会の変化、発展には法則があるのではないかと考えている。そのことを生態学の言葉から引用して遷移（サクセッション）と呼ぶ。サクセッションの理論は一種の発展法則で、それを人間に当てはめて考えれば人間発展の法則をある程度つかもうということである。よってこの理論では 社会主義のような単一的な発展は考えず、 遷移は環境とその社会自体の変化によって起こり、地域により違った発展がありうると考えている。

#### 第一地域の特徴
第一地域は、第二地域の古代文明や帝国にとって辺境の存在であった。第一地域は第二地域の文化を吸収し、国家を作りはじめる。第一地域ではその後、封建制が成立していった。また、第一地域は辺境の地域に位置していたため、第二地域が砂漠の民に脅かされるような危険がない。（これについては後に記述）これらの好条件がオートジェニック・サクセッション（文明内部からの変革）を起こさせるのである。つまり第一地域がブルジョアを育てた封建制度を発展させ、資本主義体制へと移行したことはそれの現れである。それはたとえば宗教改革のような現象であるとか、中世における庶民宗教の成立、市民の出現、ギルドの形勢、自由都市の発展、海外貿易、農民戦争などである。近代化の後も類似点は多数ある。日本とドイツのファシズム政府、植民地争奪への遅れた参入、また戦後には急速な発展などである。また、日独に限らず、第一地域はみんな資本主義国家であり、過去に植民地争奪戦を行った国家である。

#### 第二地域の特徴
第二地域では古代文明が発達したり、巨大で力をもった帝国が成立したりする。それらは何度も成立と崩壊を繰り返してきた。中国の数々の帝国やイスラーム帝国がそれである。そこでの専制帝国にも類似点は多い。壮大な宮廷や、非常に大きな領土、複雑な民族関係、辺境の存在、衛星国をもつことなどである。　また第二地域の中には乾燥地帯があり、高い武力をもった遊牧民が出現する。そしてそれが文明や帝国を襲うのである。それらによって常に政治を脅かされるため、高度な政治体制を築けない。第二地域においては外部に大きな力が常にあるため、アロジェニック・サクセッション(外部からの影響による発展)が起こる。そのため第二地域では専制政治のためブルジョアが発達せず、資本主義社会を作る基盤ができていなかったといえる。そのため大戦中は大きな軍事力を備える事が出来ず、植民地となってしまう。第二地域においては戦後に独立、革命、内戦などが頻発している。逆に第一地域において一つもそれらが起こっていないことと対照的である。

#### まとめ
第一地域と第二地域にはそれぞれ共通点があり、それらはその共通点を元に似たような発展過程を経ている。よって西洋と東洋という見方は現在の世界を見る時に有効性は限られており、第一地域、第二地域というように見るのがよりよい見方である。
第二地域では砂漠の嵐のため、文明が瓦解し、遷移をやりなおすと言う原理が文明の生態史観の原理である。この原理は、今西錦司の生態学的遷移理論（山火事や、河川氾濫で遷移が振り出しに戻る）と対応している。文明の生態史観が、梅棹の共時的理論になり、情報文明論が通時的理論になっている。生態学的環境が、制度群・装置群に置き換わったのが情報文明である。
砂漠の嵐が中心だが、海の影響も強調している。また、宗教ウイルス説を提唱し、文明要素の遷移を具体的に扱っている。

## 文明の生態史観に対する反応
文明の生態史観が出版されたとき、大きな反響が起こった。他の観点から応用発展させた論考が、中央公論社で1990年代以降、『文明の～～史観』として多くを出版した。川勝平太『文明の海洋史観』、安田喜憲『文明の環境史観』、村上泰亮『文明の多系史観』、森谷正規『文明の技術史観』などである。
いっぽう、生態史観に対して反論も多くある。第一地域の発展を梅棹自身はオートジェニック・サクセッション（自生的発展）を起こした結果と述べたわけだが、それらが本当に自生的であったとはいえない（日本近代化を例に取れば、西洋列強の圧力を受けて明治維新をしたといってもよい）という反論がなされた。地域に関しても大雑把過ぎる記述であり、アメリカが言及されていなかったり、東南アジアを梅棹氏は第二地域に入れているわけだが、それは上記の第二地域の特徴に当てはまらない場合が多く、もう一つの独立した地域ではないかという議論も出た。川勝平太『文明の海洋史観』では生態史観が海の存在を考慮に入れていない点を指摘し、新たに海上交流を加えた発展した史観を唱えた。こうした議論が様々に行われており、文明の生態史観が与えた影響の大きさをうかがわせる。ただし、文明の生態史観には、海の形態による文明の相似の記述や、海と文明に関する梅棹とそのグループによる多くの研究がある。

## 海外での議論
2019年5月に「文明の生態史観」は、台湾で近代日本文明的發展與生態史觀の訳題で遠足文化社から発売された。文明の生態史観で考えたとき、台湾は旧世界文明（中国）、高度資本主義（日本）、多国籍主義（東南アジア）の中間地点に位置し、台湾を開放的で冒険的で活動的な国に育んだという議論が台湾で出ている。誰もやったことのない新しいビジネスモデル、新しい製品、新しい文化はこの中で生まれたとしている。文明の生態史観の中国語版翻訳者で台湾の東海大学の陳永峰は、 文明の生態史観からは台湾の今後の外交や政治にも学ぶ点が多いとしている。
ペッカ・コルホネンは文明の生態史観から各地域から見たアジアを論じた。

## 文明の生態史観の21世紀的解釈
中国の台頭に伴い、文明の生態史観が再び着目されている。梅棹は「西にむかって大陸に手をだすことはもうかんがえるな、日本からオーストラリアにかけての西太平洋同経度国家連合をかんがえたほうがよろしいですよということです。これが日本民族のいきる道、二一世紀以後の未来図だ」と述べており、NIDSコメンタリーの中で注目されている。 これは、現代の自由で開かれたインド太平洋戦略 につながるものである。
また、中華文明から民主主義は生まれず中国民主化が困難な理由として文明の生態史観解釈が楊海英によって持ち出されている。
茂木誠は、Youtubeでの動画配信、ならびに著書の中で地政学、文明の生態史観、カール・ウィットフォーゲルの東洋的専制主義に触れ中国の民主化が困難な理由を説明している。
福嶋亮大は、「ハロー、ユーラシア　21世紀「中華」圏の政治思想」において、文明の生態史観に基づく「第一地域」である台湾、香港と、「第二地域」の中国との衝突と考えており、それが2019年-2020年香港民主化デモなどであるとみている。香港の中国との闘いを、「清帝国の亡霊」と呼んだ。

## 文明の生態史観から見た日本の特殊性と国際連携
民族学者・梅棹忠夫の文明の生態史観では、日本は地理的にはアジアに属するが、本質的には西欧と類似した「第一地域」に属するとされる。この地域は温帯の恵まれた環境で自律的に社会発展を遂げた文明圏であり、封建体制を経て高度な資本主義を形成した。
梅棹は、日本を「アジアではない」と明言し、福沢諭吉の「脱亜入欧」も「日本はそもそもアジアと異なる存在であるため脱亜は不要」と位置づけた。この視点は、日本文明の独自性を強調し、単純な地理的アジア同一視を否定する。
さらに、海洋史観を提唱した川勝平太は、日本を「海洋アジア」の一員として分析し、海洋国家としての共通性を強調した。これに基づき、梅棹は日本がアジア大陸に深く関与するのではなく、太平洋の島嶼国やオーストラリア、ニュージーランドとの連携を進めるべきだと提言した。
この「西太平洋同経度国家連合」構想は、文明の生態史観の観点から日本の地政学的特徴と歴史的経験を踏まえた安全保障・外交戦略の方向性として注目されている。

## 書誌情報
- 梅棹忠夫「文明の生態史観序説」『中央公論』第72巻第2号、中央公論社、1957年2月、32-49頁、ISSN 0529-6838。
  - 梅棹忠夫「文明の生態史観序説（「中央公論」昭和32年2月号）」『中央公論』第79巻第10号、中央公論社、1964年10月、340-358頁、ISSN 0529-6838。再録
  - 『現代日本論』筑摩書房〈戦後日本思想大系 15〉、1974年。 -「文明の生態史観序説」を収録。
- 梅棹忠夫『文明の生態史観』中央公論社〈中公叢書〉、1967年1月20日。ISBN 978-4-12-000334-9。オリジナルの2012年2月18日時点におけるアーカイブ。
  - 『文明の生態史観』谷泰解説、中央公論社〈中公文庫〉、1974年9月10日。ISBN 978-4-12-200135-0。
  - 『文明の生態史観』谷泰解説（改版）、中公文庫、1998年1月18日。ISBN 4-12-203037-4。
  - 『文明の生態史観　増補新版』谷泰解説、中公文庫、2023年10月 - 「海と日本文明」（2000年）を増補。
- 『文明の生態史観 ほか』白石隆解説、中央公論新社〈中公クラシックス〉、2002年11月10日。ISBN 4-12-160041-X。 - 「近代日本文明の形成と発展」を併収。
- 杉田繁治 編『梅棹忠夫著作集 第5巻 比較文明学研究　文明の生態史観／比較文明論の展開／文明学の課題と展望』中央公論社、1989年10月20日。ISBN 978-4-12-402855-3。

### 翻訳
- Umésao, TADAO (1983) (フランス語), Le Japon à l'ère planétaire, Bibliothèque japonaise, Traduit et présenté par René Sieffert, Paris: Publications Orientalistes de France - POF, ISBN 978-2716901819 - 『文明の生態史観』と『地球時代の日本人』のフランス語訳。
- Umesao, Tadao (1984) (イタリア語), Il Giappone nell'era planetaria, Milano: Spirali Edizioni, ASIN B00FG604MM - 『文明の生態史観』のイタリア語訳。フランス語訳（1983年）からの重訳。
- 梅棹忠夫 王子今訳 (1988) (中国語), 文明的生態史観――梅棹忠夫集, 世界賢哲名著選訳　猫頭鷹文庫　第一輯, 上海: 三聯書店上海分店出版 - 『文明の生態史観』の中国語訳。
- Umesao, Tadao (1986), “Japan as viewed from an eco-historical perspective” (英語), Review of Japanese culture and society (Center for Inter-cultural Studies and Education, Josai University) 1 (1):  25-31 - 論文「生態史観からみた日本」の英語訳。
- Umesao, Tadao; Zahl, Karl F (1988), “Prolegomena zu einer histrischen betrachtung zivilisierter levendformen” (ドイツ語), Japan ohne Mythos: Zehn kritische Essays aus japanischer Feder 1946-1963, München: Indicium Verlag, pp. 206-238, ISBN 978-3-89129-423-9 - 論文「文明の生態史観」のドイツ語訳。
- Umesao, Tadao (1995), “Introduction to an ecological view of civilization” (英語), Japan Echo (Tokyo: Japan Echo) 22 (special issue):  42-50, ISSN 03880435 - 論文「文明の生態史観」の英語訳。
- Umesao, Tadao (1995), “Pour une vision ecologique de la civilisation” (フランス語), Cahiers du Japon (Tokyo: Japan Echo) numero special:  44-52, ISSN 0388113X - 論文「文明の生態史観」のフランス語訳。